# Luiz Marenco
Luis Rogério Marenco Ferrân, mais conhecido como Luiz Marenco (Porto Alegre, 22 de dezembro de 1964) é um político e cantor brasileiro de música nativista. É deputado estadual do Rio Grande do Sul, sendo 1º Vice Presidente da Assembleia Legislativa.

## Vida
Com mais de 35 anos de carreira, uma discografia de 29 obras, 25 CDs e 4 DVDs, Luiz Marenco é hoje um dos espetáculos nativistas mais requisitados do sul do Brasil, tendo a consciência de que seu canto está ligado a terra, valores, hábitos e costumes de seu povo.
Natural de São Jerônimo (distrito da Quitéria)/RS, nasceu no dia 22/12/1964. Sua carreira profissional iniciou em 1988, quando começou a participar de festivais, movimento importante para a cultura de nosso estado e que lhe rendeu grandes conquistas em âmbito regional. 
Seu canto já percorreu vários estados do Brasil, como Santa Catarina, Paraná, São Paulo, Rio de Janeiro, Mato Grosso do Sul, Goiás, Brasília e Tocantins, assim como na China, Argentina, Uruguai e Paraguai fazendo apresentações ao lado de Santiago Chalar, Pepe Guerra em espetáculos e gravações e Jorge Nasser (cantores do folclore Uruguaio), além de gravações com Antonio Tarragó Ros e Ramon Ayala da Argentina.

## Principais influências
- Jayme Caetano Braun
- Cenair Maicá
- Noel Guarany
- Alfredo Zitarrosa
- João de Almeida Neto

## Prêmios e indicações

### Prêmio Açorianos
| Ano  | Categoria                     | Indicação                                                 | Resultado |
| ---- | ----------------------------- | --------------------------------------------------------- | --------- |
| 2001 | Disco de Música Regional      | Enchendo os Olhos de Campo (com Gujo Teixeira)            | Venceu    |
| 2001 | Intérprete de Música Regional | Luiz Marenco                                              | Indicado  |
| 2004 | Intérprete de Música Regional | Luiz Marenco                                              | Indicado  |
| 2005 | Intérprete de Música Regional | Luiz Marenco                                              | Indicado  |
| 2005 | Disco de Música Regional      | Querência, Tempo e Ausência                               | Indicado  |
| 2022 | Intérprete de Música Regional | Pirisca Grecco, Luiz Marenco e Thedy Corrêa (por Cada Um) | Indicado  |